# التنمر في مكان العمل
التنمر في مواقع العمل (بالإنجليزية: Workplace bullying) ويسمى التنمر الوظيفي أيضا، هو ميل الأفراد أو الجماعات لاستخدام سلوك عدواني بشكل مستمر ضد زميل في العمل أو مديرين ضد مرؤسيهم، هذا النوع من التنمر يمكن أن يأخذ أشكال عدة مثل اللفظية، غير اللفظية، النفسي، الاعتداء الجسدي والإذلال والإشاعات،
هذا النوع من التنمر في أماكن العمل صعب للغاية لأنه، على عكس التنمر في المدارس، فغالباً ما يعمل المتنمرون في مكان العمل ضمن القواعد والسياسات التي يتم الأخذ بها في منظمتهم ومجتمعهم. في معظم الحالات، يبلغ عن التنمر في مكان العمل إن كان من قبل شخص لديهِ سلطة على ضحيتهِ. ومع ذلك، يمكن أن يكون المتنمرين أيضًا زملاء في العمل في بعض الأحيان.
أول استخدام موثق لمصطلح «التنمر في العمل» هو في عام 1992 في كتاب لأندريا آدمز بعنوان التنمر في العمل: كيف نواجهه ونتغلب عليه. ويمكن تعريفه أيضًا ميل بعض الأصحاب أو المديرين أو رؤساء العمل إلى السيطرة والهيمنة على مرؤوسيهم ومضايقتهم بالتسلط والقسوة والتعنيف لدرجة أن عدداً لا يستهان بهِ من الموظفين قد يُجبَرون نفسياً وقهرياً على ترك العمل بتقديم الاستقالة أو التحويل إلى قطاع آخر أو جهة أخرى ، وكل هذه إشارات على أن هناك من يتنمر وينصب مكائد للموظفين، هذا النوع من العدوان في أماكن العمل في معظم الحالات يقوم به المتنمرون من الرجال، يمكن أن تكون سرية أو علنية لكنها دائما سيئة وتؤثر على الحياة المهنية والشخصية، والصحة، وفي بعض الحالات القصوى أن تؤدي إلى الانتحار. لا تقتصر الآثار السلبية على الأفراد المستهدفين فقط، بل وقد تؤدي إلى انخفاض في معنويات الموظفين، وتغيير في الثقافة التنظيمية، حيث يمكن أن يحدث التنمر أيضًا في شكل إشراف متعجرف، نقد دائم، ومنع من الترقية.

## أشكاله
تتعدد أشكال التنمر الوظيفي من مكان عمل إلى آخر بحسب شخصية الموظف وراتبه ومستواه الوظيفي ومن أشكاله:
- التعامل السيء بشكل مباشر، كأن يتعرض الموظف للأذى الجسدي من قِبل المدير أو أن يُهدد بمختلف أنواع التهديدات.
- الخصم من الراتب الشهري أو الفصل المؤقت وبلا سبب فعلي يستدعي ذلك.
- التقليل من شأنه أو التحقير والاستخفاف به، أو بجعله أضحوكة أمام زملائه بالعمل.
- الشتم والسب والصراخ عليه أمام الآخرين.
- التطاول على حقوق الموظف كعدم إعطائه إجازة سنوية أو اضطرارية بينما يتمتع بها غيره من الموظفين.

## اسبابه
تتعدد اسباب التنمر، لكن أبرز تلك الأسباب: غياب الرقابة من الجهات العليا في المؤسسات الصغيرة والكبيرة، أو بسبب صفات المدراء وسلوكهم العنيفة والتي يتوقع من الموظفين تحملها على الدوام في سبيل البقاء في العمل، أيضا يكون بسبب غياب القانون الملزم بحفظ حقوق الموظف وعدم الاعتداء عليه، وجهل الموظف بحقوقهِ المتاحة له ضمن القانون، وعدم وجود واجبات محددة في العمل.

## الاساليب
تشير الأبحاث التي أجراها معهد التنمر في مكان العمل (www.workplacebullying.org)، إلى أن هناك 25 أسلوبًا شائعًا للتنمر في مكان العمل:
1. الاتهام بالزور والبهتان لشخص ما من بأخطاء" لم يفعلها.
2. التحديق، glared ، غير شفهي تخويف وكان يظهر بوضوح العداء.
3. التقليل من أهمية الإطار الشخص أو مشاعره في الاجتماعات.
4. استخدم «علاج الصمت» إلى " "ice out"" وفصله عن الآخرين.
5. عدم السيطرة على التقلبات المزاجية بحيث يكون خارج السيطرة أمام المجموعة.
6. القواعد الجاهزة بشكل سريع وغير مدروس، حتى لو لم يتبعوها.
7. جودة غير مرضية أو نموذجية للعمل المنجز على الرغم من الأدلة (تكتيك التنصيب).
8. صارم ومستمر بالانتقاد، مع وجود معيار مختلف للاهداف.
9. البدء أو الفشل في وقف الشائعات المدمرة أو القيل والقال عن الشخص.
10. تشجيع الناس على الانقلاب ضد الشخص المرغوب بالتمر عليه.
11. خلع وعزل شخص واحد من زملاء آخرين، سواء اجتماعيا أو جسديا.
12. الرقم الإجمالي للسلوك الإجمالي غير المعيب، ولكن غير قانوني.
13. الصراخ والرمي بالاشياء خلال نوبة الغضب أمام الآخرين بهدف إذلال شخص.
14. سرقة الائتمان للعمل الذي قام به الآخرون (الانتحال).
15. استخدام عملية التقييم من خلال الكذب حول أداء الشخص.
16. الهدف المعلن عنه «غير نشط» لعدم اتباع الأوامر التعسفية
17. استخدام معلومات سرية عن شخص للإذلاله على نحو خاص أو علني.
18. الرد ضد الشخص بعد تقديم شكوى.
19. إهانات على أساس الجنس، أو العرق، أو اللهجة، أو العمر، أو اللغة، أو الإعاقة.
20. العمل غير المرغوب فيه كعقاب له بلا أي سبب أو بسبب.
21. المطالب غير الواقعية المطلقة (عبء العمل، والمواعيد النهائية، واجبات) لشخص مخصوص.
22. أطال حملة لا أساس لها لطرد الشخص؛ الجهد لم يتوقف من قبل صاحب العمل.
23. شجع الشخص على الإقلاع أو النقل بدلاً من مواجهة المزيد من سوء المعاملة.
24. التخريب لمساهمة الشخص في تحقيق هدف ومكافأة الفريق
25. ضمان فشل مشروع الشخص عن طريق عدم تنفيذ المهام المطلوبة، مثل عمليات الإيقاف، وتلقي المكالمات، والعمل مع المتعاونين.

## أشكاله
اقترح تيم فيلد أن التنمر في مكان العمل يأخذ هذه الأشكال:
- التنمر التسلسلي- يمكن تتبع مصدر كل خلل وظيفي لفرد واحد، الذي يختار موظف واحد تلو الآخر ويدمرها، ثم ينتقل. ربما أكثر أنواع البلطجة شيوعًا.
- 'التنمر الثانوية'  - يؤدي ضغط الاضطرار إلى التعامل مع متسلط التسلط إلى تراجع السلوك العام إلى أدنى مستوى.
- التنمر المزدوج- يحدث هذا مع شخصين، واحد نشط ولفظي، والآخر يراقب ويسمع.
- 'التنمر عبر المجموعات'  وهو تسلط متسلسل مع الزملاء. يمكن أن تحدث العصابات في أي مكان، ولكنها تزدهر في المناخ التنموي للشركات. وغالبا ما يطلق على هذه النوع على كبش فداء والإيذاء.
- التنمر غير المباشر  - يتم تشجيع الطرفين على القتال. هذا هو النموذج التقليدي «التثليث» حيث يتم تمرير العدوان حولها.
- التنمر المنظم - - عندما يجبر المتحرش التسلسلي هدفهم على الامتثال للقواعد أو اللوائح أو الإجراءات أو القوانين بغض النظر عن مدى ملاءمتها أو قابليتها للتطبيق أو ضرورتها.
- 'البلطجة '  - بعد مغادرة التسلط الفتوة أو تم إطلاقها، يستمر السلوك. يمكن أن تستمر لسنوات.
- التنمر القانوني - إحضار دعوى قانونية مشددة للسيطرة على الشخص ومعاقبته.
- 'تنمر الضغط أو التنمر غير المقصود- الحاجة إلى العمل على جداول زمنية غير واقعية أو موارد غير كافية.
- 'تنمر المنظمات'  - حيث يقوم صاحب العمل بإساءة معاملة موظف دون عقاب، مع العلم أن القانون ضعيف وسوق العمل ضعيف.
- التنمر التنظيمي·- مجموعة من التنمر بالضغط والتنمر في الشركات. يحدث عندما تكافح منظمة للتكيف مع الأسواق المتغيرة، وانخفاض الدخل، وتخفيضات في الميزانيات، وفرض التوقعات وغيرها من الضغوط الشديدة.
- التنمر المؤسسي- راسخ ومقبول كجزء من الثقافة المؤسسية.
- 'تنمر العملاء'  - يتعرض الموظف للمضايقات من قبل أولئك الذين يخدمونهم، على سبيل المثال حاضرين للمترو أو موظفين عموميين.
- التنمر على الإنترنت - استخدام تكنولوجيا المعلومات والاتصالات لدعم السلوك المتعمد والمتكرر، والعدائي من قبل فرد أو مجموعة، والتي تهدف إلى إيذاء الآخرين.[7][8]

## مواجهته
التعامل بشكل صحيح مع المتنمر في العمل مهم جدا فالسكوت عنه هو تشجيع للمتنمر ودافع قوي للاستمرار فيه، ويمكن ان يكون بأشكال وطرق متعددة منها:
- التوثيق مهم: دون كل ما يحدث بينك وبين المتنمر أما بالبريد الإلكتروني، أو بشهادة مديرك بالعمل، لتتفادى محاولات نصب الفخاخ لك، أو تصيد الأخطاء.
- البحث عن شخص تثق به: ابحث في بيئة العمل عن شخص تثق به، احكي لهُ ما تتعرض له واطلب نصيحته، عادة ما يكون هناك أفراد إما تعرضوا للتنمر على يد نفس الشخص، أو عرفوا بتنمره وبالتالي هم واجهوا المشكلة ذاتها، وقادرين على نصيحتك بناءًا على خبراتهم السابقة في كيفية التصدي له.
- المواجهة: عادة ما يعتمد المتنمر على عدم قدرة الضحية على المواجهة والدخول في صدام مباشر معه، وبناء عليه مواجهتك له ورفض تنمره بشكل صريح، يضعه في موقف مربك ومحرج يضعه تحت ضغط شديد.
- المحافظة على الثبات الانفعالي: في واقعة شاهدتها في مكان عمل سابق، خرج أحد ضحايا التنمرعن شعوره وقام بضرب المتنمر بشدة، وقد ألحق ذلك باضرار مهنية بالغة للضحية، أنصحك أن تحافظ على ثباتك الانفعالي في التعامل مع المتنمر، لأن ذلك يؤدي بشكل مباشر لوقوعك في خطأ لا داعي له.
- الاستعانة بالزملاء: أطلب من زملائك الدعم إذا استعدى الموقف لذلك، اجمع الأدلة وشجعهم على المواجهة وتكاتفوا سويًا لإيقافهِ عن سلوكه أو تصعيد الأمر إذا لزم.